# Bella Ramsey
Isabella May Ramsey (sinh ngày 30 tháng 9 năm 2003) là một nữ diễn viên người Anh. Cô được biết đến với vai diễn nữ chúa trẻ tuổi Lyanna Mormont trong loạt phim truyền hình giả tưởng Game of Thrones (2016–2019) của HBO và các vai diễn phim truyền hình Mildred Hubble trong The Worst Witch năm 2017 của CBBC, lồng tiếng cho nhân vật chính trong loạt phim hoạt hình Netflix Hilda (2018–nay) và Jane Grey trong bộ phim chính kịch Become Elizabeth của Starz năm 2022.
Cô đóng vai chính trong bộ phim hài lịch sử Catherine Called Birdy năm 2022 và hiện đang đóng vai Ellie trong bộ phim truyền hình dài tập The Last of Us của HBO từ 2023.

## Đầu đời
Isabella May Ramsey sinh ra ở Nottingham vào ngày 30 tháng 9 năm 2003. Cô học trực tuyến tại Trường InterHigh School. Cô bắt đầu xem diễn xuất như một sở thích từ năm 4 tuổi, tại chi nhánh Loughborough của Trường Nghệ thuật Sân khấu Stagecoach, nơi cô đã theo học trong 7 năm. Ramsey sau đó đến Central Junior Television Workshop và bắt đầu thử vai cho các vai diễn chuyên nghiệp.

## Sự nghiệp
Từ năm 2016 đến 2019, Ramsey đóng vai Lyanna Mormont trong bộ phim truyền hình giả tưởng Game of Thrones của HBO. Đây là vai diễn đầu tiên được ghi nhận của Ramsey. Sau lần xuất hiện đầu tiên của cô ấy trong "The Broken Man" (phần 6, tập 7), người hâm mộ và các nhà phê bình ghi nhận Ramsey là một diễn viên nổi bật khi thể hiện phong cách lãnh đạo vô nghĩa của nhân vật do cô thủ vai. ĐIều này được lặp lại sau khi cô xuất hiện trong tập cuối của mùa 6, báo The Hollywood Reporter gọi cô là "ngôi sao đột phá của mùa 6". Ramsey tiếp tục đảm nhận vai diễn này trong mùa 7 và 8 của loạt phim.
Ramsey đóng vai chính Mildred Hubble trong bộ phim truyền hình chuyển thể từ tiểu thuyết The Worst Witch năm 2017, nhờ đó cô đã giành được giải Diễn viên trẻ tại British Academy Children's Awards năm 2019. Ramsey đã thông báo trên Instagram sẽ rời loạt phim vào năm 2020 do các vấn đề về sức khỏe tâm thần. Vai diễn của cô ấy đã được Lydia Page tiếp tục cho mùa thứ 4 và cũng là mùa cuối cùng.

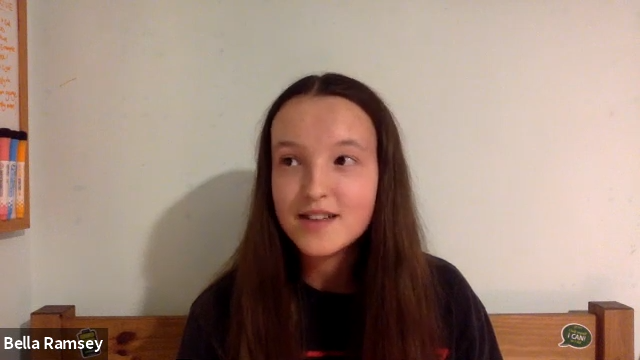
Bella Ramsey năm 2020

Kể từ năm 2018, Ramsey đã lồng tiếng cho nhân vật chính trong loạt phim gốc Hilda của Netflix năm 2018, nhờ đó cô đã giành được giải thưởng BAFTA 2019 cho "Phim hoạt hình dành cho trẻ em" hay nhất cùng với Luke Pearson, Kurt Mueller và Stephanie Simpson. Bộ phim đánh dấu sự ra mắt tài năng ca hát của Ramsey, với bài hát đầu tay "The Life of Hilda" được phát hành vào ngày 25 tháng 11 năm 2020 và sau đó là việc phát hành mùa 2 của chương trình vào ngày 14 tháng 12 năm 2020. Cô đóng lại vai Hilda trong bộ phim đặc biệt Hilda and the Mountain King dài 80 phút, công chiếu vào ngày 30 tháng 12 năm 2021.
Vào tháng 2 năm 2021, Ramsey được chọn vào vai chính Ellie cho bộ phim chuyển thể từ trò chơi điện tử ra mắt năm 2013 The Last of Us của HBO cùng với Pedro Pascal, người từng tham gia Game of Thrones. Năm 2021, cô xuất hiện trong phim ngắn kinh dị đồng tính nữ Requiem cùng với Safia Oakley-Green.

## Đời tư
Ramsey xác định là người phi nhị giới, và không quan tâm đến việc đại từ nào được sử dụng cho cô ấy trong bài phỏng vấn với The New York Times, "Tôi thực sự chỉ là một con người. Giới tính không phải là điều tôi đặc biệt thích, nhưng về mặt đại từ, Tôi thực sự không thể quan tâm ít hơn."
Ramsey mô tả mình là một tín hữu Cơ đốc, cho rằng đức tin của cô ấy đã giúp cô khi phải vật lộn với chứng chán ăn tâm thần. Vào năm 2020, cô quản lý một kênh YouTube và tài khoản Instagram có liên quan có tên là United Hope, nơi cô ấy chia sẻ niềm tin của mình. Ramsey chơi guitar và hát.

## Danh sách phim

### Phim
| Năm  | Tên                             | Vai diễn                     | Ghi chú       | Chú thích     |
| ---- | ------------------------------- | ---------------------------- | ------------- | ------------- |
| 2017 | Elefthería                      | Ellie                        | Phim ngắn     | [ 31 ]        |
| 2018 | Two for Joy                     | Miranda                      |               |               |
| 2018 | Holmes & Watson                 | Flotsam                      |               |               |
| 2019 | Princess Emmy                   | Princess Gizana (lồng tiếng) |               |               |
| 2019 | Judy                            | Lorna Luft                   |               |               |
| 2019 | Nancy                           | Nancy                        | Phim ngắn     | [ 32 ]        |
| 2019 | Zero                            | Alice                        | Phim ngắn     | [ 33 ]        |
| 2019 | On the Beaches                  | Kitty                        | Phim ngắn     |               |
| 2020 | Turtle Journey                  | Daughter Turtle (lồng tiếng) | Phim ngắn     | [ 34 ] [ 35 ] |
| 2020 | 3 Minutes of Silence            | Jane                         | Phim ngắn     | [ 36 ]        |
| 2020 | Resistance                      | Elsbeth                      |               |               |
| 2021 | Requiem                         | Evelyn                       | Phim ngắn     | [ 37 ] [ 38 ] |
| 2021 | Villain                         | Georgia                      | Phim ngắn     |               |
| 2021 | Hilda and the Mountain King     | Hilda (lồng tiếng)           |               |               |
| 2022 | Catherine Called Birdy          | Birdy                        |               |               |
| 2023 | Chicken Run: Dawn of the Nugget | Molly (lồng tiếng)           | Đang sản xuất |               |

#### Phim truyền hình
| Năm       | Tên phim           | Vai diễn                     | Ghi chú                      | Tham khảo     |
| --------- | ------------------ | ---------------------------- | ---------------------------- | ------------- |
| 2016–2019 | Game of Thrones    | Lyanna Mormont               | Vai diễn định kỳ (mùa 6–8)   | [ 3 ]         |
| 2016–2017 | Future-Worm!       | Lồng tiếng thêm              | 1 tập                        | [ 3 ]         |
| 2017–2020 | The Worst Witch    | Mildred Hubble               | Vai chính (series 1–3)       | [ 3 ] [ 39 ]  |
| 2018      | Requiem            | Matilda trẻ                  | Tập: "The Blue Room"         | [ 40 ]        |
| 2018–nay  | Hilda              | Hilda (lồng tiếng)           | Vai chính; 26 tập            | [ 41 ]        |
| 2020      | Shepherd's Delight | Girl in Park                 | Tập: "Self-Tape 48"          | [ 42 ]        |
| 2020      | His Dark Materials | Angelica                     | 6 tập                        | [ 43 ]        |
| 2020      | Summer Camp Island | Ramona (15 tuổi- lồng tiếng) | Tập: "Ghost Baby Jabberwock" |               |
| 2022      | Becoming Elizabeth | Jane Grey                    | Vai chính                    | [ 44 ]        |
| 2023–nay  | The Last of Us     | Ellie Williams               | Vai chính                    | [ 45 ] [ 46 ] |

### Trò chơi điện tử
| Năm  | Tên                 | Vai diễn           | Ghi chú |
| ---- | ------------------- | ------------------ | ------- |
| 2018 | Doctor Who Infinity | Freya (lồng tiếng) | [ 47 ]  |

### Radio & podcast
| Năm  | Tên                 | Vai diễn               | Ghi chú                                   | Ref.          |
| ---- | ------------------- | ---------------------- | ----------------------------------------- | ------------- |
| 2020 | "The Life of Hilda" | Hilda                  | "Chapter 7: The Beast of Cauldron Island" | [ 48 ] [ 49 ] |
| 2022 | "Birdy Song"        | Catherine Called Birdy |                                           |               |

## Giải thưởng và đề cử
| Năm  | Giải thưởng                | Hạng mục                                                                                                   | Đề cử                        | Kết quả   | Ct.           |
| ---- | -------------------------- | --- | ---------------------------- | --------- | ------------- |
| 2018 | RTS North West Awards      | Best Breakthrough Talent                                                                                   | The Worst Witch              | Đề cử     | [ 50 ]        |
| 2018 | BAFTA                      | Best Young Performer                                                                                       | The Worst Witch              | Đề cử     | [ 51 ]        |
| 2019 | BAFTA                      | Best Young Performer                                                                                       | The Worst Witch              | Đoạt giải | [ 52 ]        |
| 2019 | BAFTA                      | Children's Animation (với Luke Pearson, Stephanie Simpson và Kurt Mueller)                                 | Hilda                        | Đoạt giải | [ 52 ]        |
| 2020 | British Animation Awards   | Best Voice Performance                                                                                     | Hilda                        | Đề cử     | [ 53 ] [ 54 ] |
| 2020 | CinEuphoria Awards         | Merit – Honorary Award (với các diễn viên)                                                                 | Game of Thrones              | Đoạt giải | [ 55 ]        |
| 2020 | Screen Actors Guild Awards | Screen Actors Guild Award for Outstanding Performance by an Ensemble in a Drama Series (với các diễn viên) | Game of Thrones              | Đề cử     | [ 56 ]        |
| 2022 | British Animation Awards   | Best Voice Performance                                                                                     | Hilda                        | Đề cử     | [ 57 ] [ 58 ] |
| 2022 | Critics' Choice Awards     | Critics' Choice Movie Award for Best Young Performer                                                       | Catherine Called Birdy       | Đề cử     | [ 59 ]        |
| 2023 | MTV Movie & TV Awards      | Thể hiện xuất sắc                                                                                          | Bella Ramsey                 | Đề cử     | [ 60 ]        |
| 2023 | MTV Movie & TV Awards      | Bộ đôi xuất sắc nhất                                                                                       | Pedro Pascal và Bella Ramsey | Đoạt giải | [ 60 ]        |